# Faverges-de-la-Tour
Faverges-de-la-Tour é uma comuna francesa na região administrativa de Auvérnia-Ródano-Alpes, no departamento de Isère. Estende-se por uma área de 7,67 km². Em 2010 a comuna tinha 1 501 habitantes (densidade: 195,7 hab./km²).